# Понте Канале (Падова)
Понте Канале је насеље у Италији у округу Падова, региону Венето.
Према процени из 2011. у насељу је живело 37 становника. Насеље се налази на надморској висини од 17 м.